# Peter Pan (comédie musicale, 1950)
Pour les articles homonymes, voir Peter Pan (homonymie) et Peter Pan (comédie musicale, 1954).
Pour l'oeuvre initiale, voir Peter et Wendy.
Peter Pan est une comédie musicale américaine créée à Broadway en 1950.

## Fiche technique
- Titre original et français : Peter Pan
- Musique et lyrics : Leonard Bernstein
- Livret : adaptation de la pièce Peter et Wendy (Peter Pan; or, the Boy Who Wouldn't Grow Up) de J. M. Barrie
- Mise en scène : John Burrell (en) et Wendy Toye (associée)
- Chorégraphie : Wendy Toye
- Direction musicale : Benjamin Steinberg (en)
- Arrangements musicaux : Trude Rittmann (en)
- Orchestrations : Hershy Kay
- Décors et lumières : Ralph Alswang (en)
- Costumes : Motley (en)
- Producteurs : Peter Lawrence et R. L. Stevens
- Nombre de représentations : 321
- Date de la première : 24 avril 1950
- Date de la dernière : 27 janvier 1951
- Lieu (ensemble des représentations) : Imperial Theatre, Broadway

## Distribution originale
- Jean Arthur : Peter Pan (doublure : Barbara Baxley)
- Boris Karloff : M. Darling / James Hook (capitaine Crochet)
- Marcia Henderson (en) : Wendy Moira Angela Darling
- Peg Hillias : Mme Darling
- Joe E. Marks : M. Smee (monsieur Mouche)

## Numéros musicaux
- Who Am I? (Wendy)
- My House (Wendy)
- Peter, Peter (Wendy)
- The Pirate Song (capitaine Crochet et pirates)
- The Plank (capitaine Crochet et pirates)
- Never Land (sirènes)

## Récompense
- 1950 : Theatre World Award, pour Marcia Henderson (en).

## Autour de la comédie musicale
D'après l'article de la Wikipedia en anglais consacré à la présente comédie musicale, la production originale de 1950-1951 est limitée à six numéros musicaux pour préserver les voix des rôles principaux, mais Leonard Bernstein a composé une musique plus complète, créée à Cascais (Portugal) en 2008 par l'orchestre de la fondation Gulbenkian sous la direction d'Alexander Frey (en) (à la suite d'une restauration par ce dernier de la partition initiale).